# شيلدون خان
شيلدون خان (بالإنجليزية: Sheldon Kahn)‏ هو مونتير أمريكي، ولد في 1 مارس 1940.

## وصلات خارجية
- شيلدون خان على موقع IMDb (الإنجليزية)
- شيلدون خان على موقع ألو سيني (الفرنسية)
- شيلدون خان على موقع أول موفي (الإنجليزية)
- شيلدون خان على موقع قاعدة بيانات الأفلام السويدية (السويدية)
- شيلدون خان على موقع قاعدة بيانات الفيلم (الإنجليزية)
- شيلدون خان على موقع كينوبويسك (الروسية)